# Hamataliwa cheta
Hamataliwa cheta är en spindelart som beskrevs av Brady 1970. Hamataliwa cheta ingår i släktet Hamataliwa och familjen lospindlar.
Artens utbredningsområde är Guatemala. Inga underarter finns listade i Catalogue of Life.